# Akko

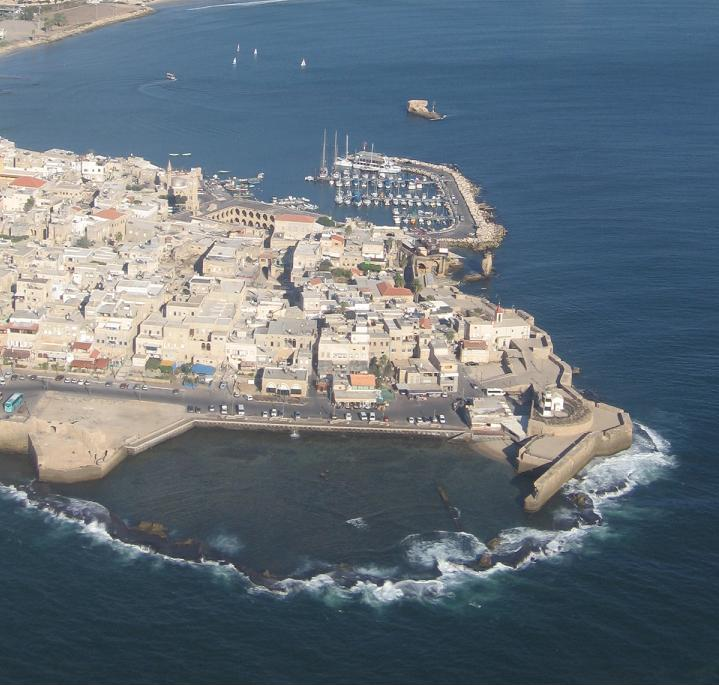
Akkos äldsta del, Gamla staden, byggd på en smal udde. Här inkvarterade tidvis det Osmanska imperiet sina soldater, annars användes det som fängelse. Som sådant var det ökänt för en överdödlighet bland fångarna.

Akko (hebreiska עכו, arabiska عكّا, ʿAkkā, på andra språk även Acre) är en stad belägen vid Medelhavet i norra Israel med 46 300 invånare (januari 2009). Akko tros vara minst 5000 år gammal. Staden är belägen på en udde vid Akkobuktens nordligaste ände. Den betraktades länge som ”nyckeln till Palestina” på grund av sitt strategiska läge på slättlandet vid kusten. Gamla staden ligger på en landtunga i norra randen av Haifabukten och består till största delen av en kasern eller ett befästningsverk som tidvis även fungerat som fängelse, främst för Osmanska rikets politiska och religiösa fångar. Bahá'u'lláh, bahá'í-trons grundare, var en av dessa.
Staden har även varit känd som Ptolemais, Akers, Akka, Accho, Acco, Hacco och St. Jean d’Acre.

## Historia
Akko tros ha uppkommit under den tidiga bronsåldern (3300–1200 f.Kr.). För de forna fenicierna och kanaanéerna var det en viktig handelsstad. Under den egyptiske härskaren Ptolemaios I Soter fick staden namnet Ptolemais, vilket den behöll under hela medeltiden jämte korsriddarnas namn Saint-Jean d'Acre. Under korstågen kämpade kristna och saracener om denna viktiga punkt. Staden intogs 1104 av korsfararna, återtogs 1187 av Saladin och erövrades 1191 för andra gången av korsfararna under anförande av Rikard Lejonhjärta. Akko var sedermera kungariket Jerusalems egentliga huvudstad och därjämte Johanniterordens säte, en praktfull och väl befäst stödjepunkt för de kristna, tills det 1291 – som korsfararnas sista plats – stormades och brändes av sultanen av Egypten. 
Akko var en starkt befäst stad med en mur byggd för att motstå de mest våldsamma medeltida kanonerna. Akko är också den stad som Napoleon I försökte erövra i sitt fälttåg mot Palestina och dess dåtida osmanska härskare. Napoleon misslyckades dock med sitt försök att inta staden, vilket ledde till att hans fälttåg mot Palestina avslutades innan det riktigt hade hunnit påbörjas.
Ibrahim pascha intog 1832 Akko, som i freden 1833 mellan Osmanska riket och Egypten stannade i det senares händer. En förenad turkisk, engelsk och österrikisk flotta tvingade likväl staden 1840 efter en häftig bombardering att ge sig, varefter den jämte hela Syrien återlämnades till Osmanska riket.
Staden erövrades den 23 september 1918 av brittiska trupper under Edmund Allenby och fördes i konferensen i San Remo i april 1920 till det av britterna förvaltade Palestina. Den togs av israeliska trupper 1948.

## Byggnader
Muren, som nu delvis är ruiner och bara har en port, kan dateras tillbaka till det Osmanska riket, mitten av 1800-talet. Byggaren, Daher el-Omar använde resterna av korstågsmurarna som fundament för sin nya mur. Moskén byggdes av Jazzar Pascha (död 1804) av material från Caesarea.

## Världsarv
Gamla staden i Akko har av Unesco (United Nations Educational, Scientific and Cultural Organization) utnämnts till världsarv. 

## Pilgrimsmål
Akko är liksom det närbelägna Haifa heliga platser och pilgrimsmål för världens bahá'í-troende. Bahá'u'lláhs gravhelgedom i Bahjí utanför Akko fördes år 2008 upp på världsarvslistan tillsammans med Bábs gravhelgedom i Haifa med de 19 terrasserna och trädgårdsanläggningarna. 

## Födda i Akko
- Shoghi Effendi, beskyddare av bahá'í-tron och "Guds sak" 1921-1957.